# 小行星11017
小行星11017（11017 Billputnam）是一颗绕太阳运转的小行星，为主小行星带小行星。该小行星于1983年1月16日发现。

## 轨道参数
小行星11017的轨道半长轴为2.7613118 UA，离心率为0.157。